# أرض جو (مسلسل)
أرض جو هو مسلسل مصري من نوع دراما أنتج في عام 2017، وقد تم تجهيزه ليكون ضمن مسلسلات شهر رمضان 1438، وتدور احداث المسلسل حول مضيفة طيران تقع لها مشكلة، فتقرر الانتقام، إلا أنها تتهم في جريمة اختطاف طائرة، فهل قامت باختطافها كنوع من الانتقام، أم أنها مكيدة مدبرة؟، المسلسل من بطولة غادة عبد الرازق و تأليف: محمد عبد المعطي وإنتاج تامر مرسى وإخراج محمد جمعة.

## فريق العمل

### بطولة
| - غادة عبد الرازق: سلمى - أحمد فؤاد سليم - عبد الرحمن أبو زهرة - مها أبو عوف - فريال يوسف - نادية خيري - شيرين أبو العز - محمد كريم - أحمد الشامي - أحمد إمام | - عباس أبو الحسن - أحمد العوضي: عمر - أحمد عبد الوارث - نهلة سلامة - بسنت شوقي: بيري - مؤمن نور - أحمد ماجد: خالد - يوسف عثمان - عادل عبد الرازق - مراد مكرم | - أميرة شرابي - إبراهيم ظريف - هاجر عفيفي - طه خليفة - مصطفى عبد السلام - أحمد هلال: التوني - عبد الإمام عبد الله - أحمد فهيم - مصطفى حسين درويش - هيثم شاكر |

بالاشتراك مع:
آية عامر: طفلة - صبحي عبد السميع - ريم صبري - بهجت عدلي - أماني زينهم - هيدي سليم - أحمد نصير - ماجد عبد العظيم - محمود الشوربجي - عفاف مصطفى - اشرف خاطر - لبنى ونس - رنا رئيس - حمدي السيد - محمد شرين - محمد الشناوي - فرح - هشام سعيد - مريم سعيد صالح - فارس الحداد - يوسف صلاح الدين - هاني قنديل: ضابط المباحث - عمرو صحصاح - ماريا أونا: إحدى ركاب الطائرة - حمدي ندا: رئيس الجامعة -
عمرو صالح - حبيبة أحمد - كاميليا إبراهيم

### إداريون
| - محمد جمعة:مخرج - تامر مرسي:منتج - محمد عبد المعطي:مؤلف - فريق عمل غادة عبد الرازق:هدى - إبراهيم فؤاد - كوافير توني - شكر خاص: مصمم فستان الفرح: هاني البحيري - المصممة المصري عزة فهمي - أوسم إمام:مكساج - شيماء عيسى:استايلست - محمد عاطف:مهندس الديكور - أحمد بيجو:مشرف الإضاءة - محمد شوقي: أسطى أضاءة - كاي جريب: زيزو - أحمد عيد - محمد معين:كاميرا مان - فوزي درويش:كاميرا مان - جوزيف كرم - أمجد سمير:فوكس بولر - محمد السباعي:مدير عمليات - دانا شاكر:منتج موزع - موركوري: أعمال المكساج والمونتاج ياسر النجار - شادي مختار - دميانا مجدي:مساعد مونتير - محمد عبد الحميد: مشرف مساعد - محمود علي:كولوريست | - عباس صابر - شادي عباس صابر:منسق مناظر - عبد الله جمعة - محمد مرسي:منسق مناظر - هبة سادات - صلاح رجب: علاقات عامة - سيد إبراهيم - إسلام صلاح: إدارة الإنتاج - شريف محسن - مصطفى محمد: إدارة الإنتاج - محمد مجدي - كريم أحمد: مساعدين الإنتاج - أشرف التوني:مدير مواقع التصوير - محمد الشيمي - توني عبد العزيز:مديرو الإنتاج - وليد الحسيني - عادل عبد المنعم:مدير إدارة الإنتاج - زينب حسن:ماكيير - مختار عبد العظيم: المستشار القانوني لشركة سينرجي - محمد سلامة - محمد ماهر - شريف رشدي:إدارة التسويق - محمد سعد - شادي حسين:الإدارة المالية - عبد الحميد علي - مبارك جمعة:مدير الحسابات - إبراهيم عبد الحي:المدير المالي - أحمد وجيه: رئيس القطاع المالي - إسلام وهبي:نائب رئيس مجلس الإدارة للشئون المالية - محمد النحاس:مونتير التتر - محمود عبد الله:كلمات التتر | - أشرف سالم:الألحان والموسيقى التصويرية - هاني يعقوب:التوزيع الموسيقي - سميرة سعيد:غناء - منة شعيب:أسكريبت ملابس - ساندي حليم:أسكريبت حركة - رانا رضا: أسكريبت إكسسوار - يارا حجاج - عمرو ميمي:مساعد مخرج - أيمن عبد الحميد:مساعد مخرج ثاني - أحمد عيسى:مساعد مخرج أول - سمير العزبي:مخرج منفذ - إسلام إمام:منتج وموزع سينرجي - سينرجي للإنتاج الفني:منتج وموزع - محمد همام: توزيع - أحمد حمدي: مونتاج - وائل خلف:مدير التصوير - عامر عبد العاطي:منتج فني - حسام شوقي:إشراف عام - محمد حافظ:كوافير - حمدي عبد الرحمن:ديكور وإشراف فني |